# NGC 5548
NGC 5548 is een spiraalvormig sterrenstelsel in het sterrenbeeld Ossenhoeder. Het hemelobject ligt 239 miljoen lichtjaar van de Aarde verwijderd en werd op 19 mei 1784 ontdekt door de Duits-Britse astronoom William Herschel.

## Synoniemen
- UGC 9149
- MCG 4-34-13
- ZWG 133.25
- KUG 1415+253
- IRAS 14156+2522
- PGC 51074